# 淑徳大学の人物一覧
淑徳大学の人物一覧（しゅくとくだいがくのじんぶついちらん）は、淑徳大学に関係する人物の一覧記事である。

## 教員
退職者を含む。
- 新井淑子 - 国際コミュニケーション学部教授
- 北野大 - 総合福祉学部元教授
- 木村登紀子 - 総合福祉学部元教授
- 金沢創 - 総合福祉学部元准教授
- 結城康博 - 総合福祉学部教授
- 阿内正弘
- 一木広治
- 伊藤益
- 柏木昭
- 柏女霊峰
- 門脇厚司
- 川勝久
- 木川裕
- 坂田仰
- 佐藤智雄
- 高橋種昭
- 仲村優一
- 那須宗一
- 沼田眞
- 長谷川良信 - 創設者
- 長谷川匡俊 - 前学長、大乗淑徳学園理事長
- 松永二三男
- 宮川葉子
- 森岡清美
- 森田喜久男
- 湯原かの子
- 渡辺保
- 新田恵利-客員教授

## 主な出身者

### 柔道
- 西田優香
- 岩田千絵
- 國原頼子
- 中澤さえ
- 岡明日香

### 卓球
- 四元奈生美
- 藤井寛子
- 石垣優香

### 芸能
- 菅野美穂（中退）
- 井口玲音
- 岩田有未

### その他
- 小林和公 - プロ野球審判員
- 鴨桃代 - 労働運動家
- 乾はるか - 漫画家
- 岩本剛人 - 参議院議員
- 東野定律 - 社会福祉学者　※大学院
- 中里玲奈 - エフエム青森 アナウンサー